# Diploknema yunnanensis
Diploknema yunnanensis är en tvåhjärtbladig växtart som beskrevs av D.D.Tao, Z.H.Yang och Q.T.Zhang. Diploknema yunnanensis ingår i släktet Diploknema och familjen Sapotaceae. Inga underarter finns listade i Catalogue of Life.